# Old Deuteronomy
Old Deuteronomy (Viejo Deuteronomio) es un poema y personaje ficticio de El libro de los gatos habilidosos del viejo Possum de T.S. Eliot. Es también un personaje en la adaptación musical Cats de Andrew Lloyd Webber, quien tomó como base el libro de poemas de Eliot.

## El poema
En el poema original, Old Deuteronomy es descrito como un gato anciano y viejo quien ha "vivido muchas vidas en sucesión" y que es respetado en su ambiente natural por los otros gatos, por los humanos, e incluso, quizás, por los perros. Su nombre deriva del Deuteronomio, el quinto libro del Antiguo Testamento de la Biblia, con la que comparte simbólicamente el elemento central de la ley. De acuerdo a la descripción del personaje, se le considera como una especie de magistrado.

Old Deuteronomy's lived a long time;

He's a Cat who has lived many lives in succession.

He was famous in proverb and famous in rhyme

A long while before Queen Victoria's accession.

Old Deuteronomy's buried nine wives

And more--I am tempted to say, ninety-nine;

And his numerous progeny prospers and thrives

And the village is proud of him in his decline...

Mucho ha vivido el viejo, viejo Deuteronomio,

muchas vidas de gato en una larga historia.

Precede su prestigio a la reina Victoria,

y lo cantan baladas compuestas en su encomio.

Enterró a nueve esposas el gran Deuteronomio-,

y aún puede que fueran más bien noventa y nueve;

hoy su innúmera prole prospera y se conmueve,

y aplaude nuestra aldea su bien ganada gloria...
T.S. Eliot, El libro de los gatos habilidosos del viejo Possum.

## El musical

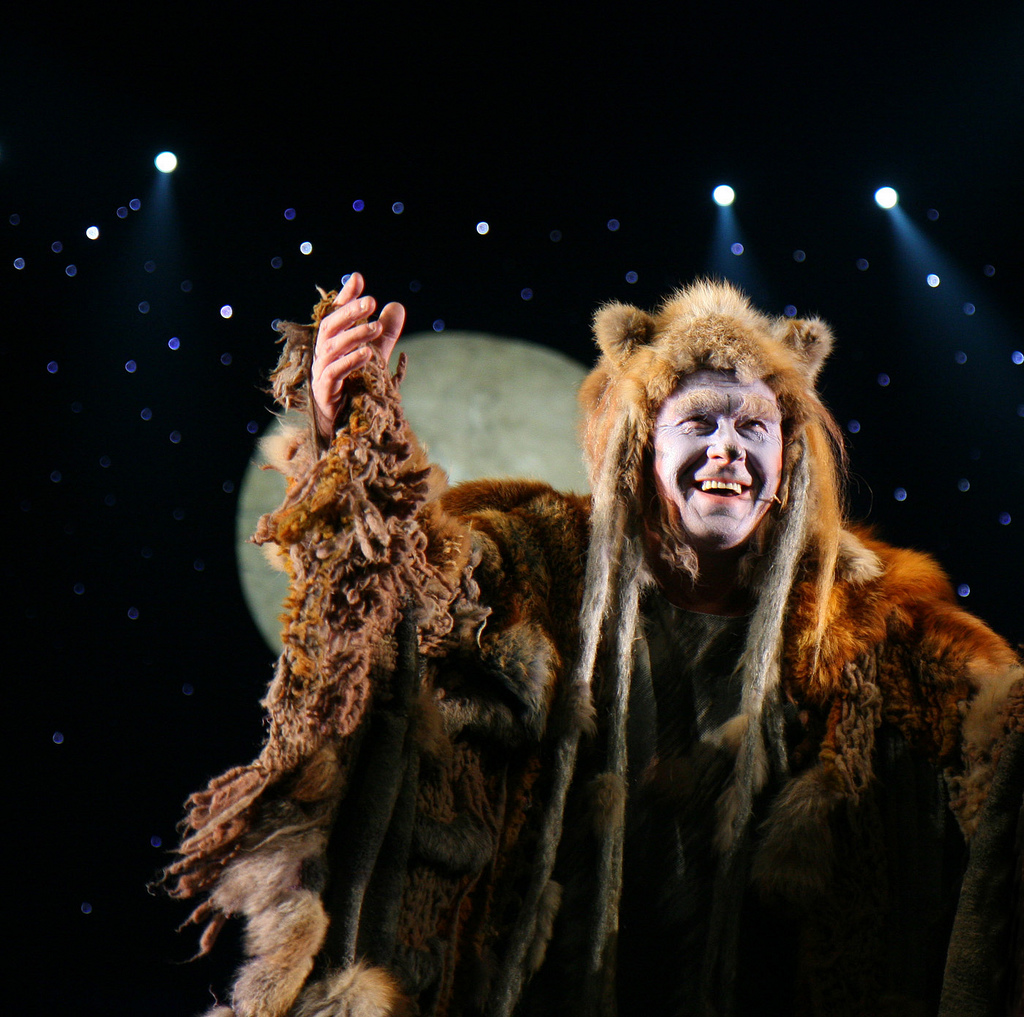
Zbigniew Macias interpretando el papel de Old Deuteronomy durante la puesta en escena del musical Cats en el Teatro Musical Roma en Varsovia.

En la obra musical, la sabiduría que representa Old Deuteronomy se destaca aún más ya que el personaje es considerado el líder de los gatos Jellicle, a quienes proporciona consuelo y orientación. Deuteronomy también tiene la tarea de realizar anualmente la elección Jellicle, la cual consiste en designar a un gato de la tribu quien deberá ascender a la capa Heaviside (a veces escrita Heavyside). Este lugar es una especie de purgatorio a donde van los gatos para comenzar una nueva vida. La ubicación de este mítico sitio es descrita en la canción "The Journey to the Heaviside Layer", se encuentra "pasando el Hotel Russell" y "pasando la luna Jellicle", es decir, en un lugar alto, lejano, y de difícil acceso. Precisamente, durante gran parte de la trama del musical Cats, varios de los personajes realizan su presentación y cuentan su historia para tratar de convencer a Deuteronomy para que este los elija.
Hacia la parte final del espectáculo, Deuteronomy es secuestrado por Macavity —el gato villano de la historia—, poco después es rescatado por el gato Mr. Mistoffelees, quien tiene poderes mágicos. Una vez restaurada la tranquilidad en la tribu, Deuteronomy escucha la historia de Grizabella a quien finalmente selecciona y acompaña para que ascienda a la capa Heaviside.
Durante la obra se narra más del pasado de Deuteronomy en comparación con la narración de la vida pasada de los otros personajes, no obstante su historia es discutible. Presuntamente Deuteronomy ya vivía desde mucho tiempo antes de que la reina Victoria fuese coronada, y tuvo una gran cantidad de compañeras con quienes se casó (supuestamente, noventa y nueve). Desafortunadamente, Deuteronomy sobrevivió sin sus padres, en contraste, tuvo numerosos hijos. Los fans de la obra musical han llegado a especular que dos de sus crías son Munkustrap y Rum Tum Tugger, ya que ambos se encuentran en primera línea durante la interpretación de la canción "Old Deuteronomy". Algunos otros fanes han especulado que Macavity es también hijo de Deuteronomy. En realidad al poner atención a la canción que narra su historia —cantada por Rum Tum Tugger—, se alude que todos los gatos Jellicle son descendientes de Deuteronomy, lo cual explica la reverencia casi divina que tienen todos hacia él.
Durante el desarrollo de la obra, Deuteronomy canta tres canciones, incluyendo el número final "The Ad-dressing of Cats". Tradicionalmente, el rol es representado por un barítono lírico.

## Interpretaciones
En la producción original de los teatros de West End en Londres, el papel fue interpretado Brian Blessed, quien además representó el papel de Bustopher Jones. Para la producción fílmica del DVD de 1998, el papel fue interpretado por Ken Page, quien ya antes lo había interpretado en Broadway. Algunos otros actores que han sido escogidos para el papel han sido Jeff Leyton, el australiano John Ellis y Philip Peterson, este último durante la gira mundial de la obra musical.